# La Esperanza (Donatello)
La Esperanza es una escultura de Donatello en bronce dorado (altura 52 cm), que forma parte de la decoración escultórica de la pila bautismal del Baptisterio de San Giovanni en Siena. Data de 1427-1429.

## Historia
Las esculturas de La Fe y La Esperanza se encargaron a Donatello en el año 1427, después que los comitentes quedasen muy satisfechos por el trabajo finalizado durante ese mismo año, del relieve del Festín de Herodes. Fueron completadas en 1429. Los otras imágenes de la pila están hechas, entre otros, por los escultores sieneses Giovanni di Turino y Goro di Ser Neroccio.

## Descripción
La Esperanza forma parte de las seis representaciones de las virtudes que están colocadas dentro de una hornacinas en los ángulos de la pila bautismal. Donatello la representó como un ángel femenino, sin atributos, con las manos y los ojos elevados hacia Dios.